# Daniel Wilhelm Nebel

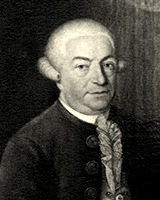
Daniel Wilhelm Nebel

Daniel Wilhelm Nebel (* 1. Januar 1735 in Heidelberg; † 3. Juli 1805 ebenda) war ein deutscher Mediziner und Chemiker sowie ehemaliger Rektor der Universität Heidelberg.

## Leben und Wirken
Nebel war der Sohn des Heidelberger Mediziners und Hochschullehrers Wilhelm Bernhard Nebel und der Maria Elisabeth Wilhelmy (1705–1790), einer Tochter des kurpfälzischen Kriegsrates und Gesandten am kaiserlichen Hof, Johann Wilhelm Wilhelmy. Bereits sein Großvater Daniel Nebel war Mediziner und mehrmaliger Rektor an der Heidelberger Universität gewesen.
Nach seiner Schulzeit studierte Nebel ab etwa 1755 Medizin und Chemie an den Universitäten in Göttingen, Leiden, Utrecht und Straßburg und schloss sein Studium 1758 mit der Promotion zum Dr. med. ab. Anschließend praktizierte er in Heidelberg und war zunächst als Privatdozent tätig. Im Jahr 1766 erhielt Nebel eine Anstellung als außerordentlicher Professor der Medizin an der Universität Heidelberg und wurde 1771 als ordentlicher Professor für Medizin und Chemie übernommen. Dabei schlug er zweimal ein Angebot der Universität Harderwijk aus, die ihn 1763 als Nachfolger für Johann Hendrik van Lom (1704–1763) und 1771 für Hendrik van Haastenburg (1724–1769) berufen wollte. In den Jahren 1774, 1778, 1782, 1786, 1790, 1794, 1798 und 1802 übernahm Nebel das Amt des Dekans der medizinischen Fakultät der Universität Heidelberg und wurde in den Jahren 1777, 1793 und 1801 zum Rektor der Universität gewählt. Er war damit der letzte Rektor der Hochschule, bevor ab 1802 im Zuge der Erneuerung der Universität das Rektorat von den Kurfürsten selber und ab 1806 von den Großherzögen von Baden bekleidet wurde.
An der Universität legte Nebel die Grundlage zur Entwicklung der Fachbereiche Klinische Chemie und Pharmakologie. Besondere Aufmerksamkeit erregte er mit der sensationellen Entdeckung eines Lithopädion bei Susanne Stolberg (1675–1767), der Ehefrau eines Heidelberger Gymnasialprofessors, das später als das „Nebelsche Steinkind“ bekannt wurde. Er fasste seine Erkenntnisse darüber in dem Aufsatz foetus ossei per quinquaginta quatuor annos extra uterum in abdomine detenti historia zusammen, den er unter anderem 1770 in den Acta Academiae Theodoro-Palatinae in Mannheim veröffentlichte. Das im Rahmen einer Autopsie post mortem gewonnene seltene Präparat befindet sich im Besitz des pathologischen Instituts der Universität. Daniel Wilhelm Nebel musste seine Experimente in seiner Privatwohnung durchführen. Das noch von Johann Conrad Brunner eingerichtete Laboratorium war in einem desolaten Zustand und konnte, da bereits halb verfallen, nicht mehr genutzt werden.
Für seine Verdienste wurde Nebel in die Pariser Akademie der Wissenschaften und in die Kurpfälzische Akademie der Wissenschaften aufgenommen.
Daniel Wilhelm Nebel war in erster Ehe verheiratet mit Maria Christina Hettenbach (1738–1784) und vermählte sich nach ihrem Tod mit deren jüngerer Schwester Catharina Elisabeth Hettenbach (1753–1788). Nachdem die erste Ehe kinderlos geblieben war, bekam er mit Catharina Elisabeth den Sohn Johann Daniel Nebel (1785–1841), der ebenfalls Medizin studierte und später Großherzoglicher badischer Medizinalrat wurde.
Daniel Wilhelm Nebel war unter anderem der Lehrer von Franz Anton Mai, einem Heidelberger Hochschullehrer für Geburtshilfe und Rektor der Universität Heidelberg. Im Alter trat Daniel Wilhelm Nebel als Senior der Fakultät, von Krankheiten des Alters geplagt, kaum noch in Erscheinung.

## Schriften / Werke (Auswahl)
- Disquisitio mechanica de potentiis oblique agentibus, : quam … praeside Joanne Davide Hahn, Utrecht 1755/1756
- Dissertatio inauguralis philosophica de magnete artificiali, Utrecht 1756
- De electricitatis usu medico, Heidelberg 1758 Digitalisat
- Foetus ossei per quinquaginta quatuor annos extra uterum in abdomine detenti historia, München 1767
- Dissertatio de cardialgia haemorrhoidali, Mannheim 1769
- Dissertatio medica inauguralis nonnulla De haemorrhoidibus, Heidelberg 1775
- Dissertatio inauguralis chemico-medica de ferro, Heidelberg 1780
- De acutorum morborum solutionibus, Heidelberg 1781
- Descriptio atque sectio anatomica infantis trimestis sine vesica urinaria nati, München 1782
- Observationum medico-practicarum biga, Heidelberg 1786/1787
- Dissertatio inauguralis medica, sistens momenta quaedem circa regimen aegrorum, Heidelberg 1789
- De apoplexia ex abscessu cerebri lethalis, Heidelberg 1790
- Hippocratis doctrina semiotica de spasmis atque convulsionibus, Marburg 1791
- Dissertatio inauguralis medica de vitiis papillarum mammarum lactationem impedientibus eorumque medela, Heidelberg 1793
- Dissertatio inauguralis medica sistens Analecta quaedam de opio, Heidelberg 1797